# Gyirmót FC Győr
Gyirmót Football Club – węgierski klub piłkarski z siedzibą w mieście Győr, w dzielnicy Gyirmót. Obecnie klub  występuje w  Nemzeti Bajnokság III.

## Historia

### Chronologia nazw
- 1993: Gyirmót Sport Egyesület (SE)
- 2010: Gyirmót Football Club (FC)

## Skład w sezonie 2021/2022
Stan na 27 stycznia 2022
| Nr | Poz. | Piłkarz                                          |
| -- | ---- | ------------------------------------------------ |
| 1  | BR   | Péter Iváncsics                                  |
| 2  | OB   | Vince Szegi                                      |
| 4  | OB   | Cornel Ene                                       |
| 5  | OB   | Dániel Karacs                                    |
| 6  | PO   | Márton Radics (wypożyczony z Puskás Akadémia FC) |
| 7  | PO   | Bálint Vogyicska                                 |
| 8  | PO   | Patrik Nagy (kapitan)                            |
| 9  | NA   | Gino van Kessel                                  |
| 10 | PO   | István Szatmári                                  |
| 11 | NA   | Kristóf Herjeczki                                |
| 12 | BR   | Edvárd Rusák                                     |
| 14 | OB   | Imre Széles                                      |
| 15 | OB   | Martin Major                                     |
| 17 | NA   | András Simon                                     |
| 18 | PO   | Ádám Hajdú                                       |
| 19 | PO   | Denis Ventúra                                    |

| Nr | Poz. | Piłkarz                                       |
| -- | ---- | --------------------------------------------- |
| 20 | PO   | Dominik Kovács                                |
| 21 | NA   | Florent Hasani                                |
| 22 | PO   | Władisław Klimowicz                           |
| 23 | NA   | Matej Cwietanoski                             |
| 25 | NA   | Barnabás Varga                                |
| 27 | PO   | András Csonka (wypożyczony z Ferencvárosi TC) |
| 38 | PO   | Ádám Vass                                     |
| 39 | OB   | Dávid Hudák                                   |
| 50 | NA   | Ádám Mayer                                    |
| 51 | BR   | András Hársfalvi                              |
| 55 | OB   | Frane Ikić                                    |
| 67 | OB   | Viktor Csörgő                                 |
| 70 | NA   | Zoltán Medgyes                                |
| 77 | OB   | Márió Zeke (wypożyczony z Fehérvár FC)        |
| 90 | OB   | Patrik Lázár                                  |
| 99 | OB   | Henrik Kirják                                 |

### Wypożyczenia
Stan na 27 stycznia 2022
| Nr | Poz. | Piłkarz                                                |
| -- | ---- | ------------------------------------------------------ |
| –  | PO   | Norbert Heffler (w Tiszakécske FC, do 30 czerwca 2022) |

## Władze klubu
- Prezes: Ernő Horváth
- Wiceprezes: József Koller, Gyula Németh
- Współwłaściciel: Sára Ódorné
- Dyrektor Naczelny: Zoltán Margitai
- Kierownik Techniczny: Dávid Pintér

## Sztab szkoleniowy
- Trener: Aurél Csertői
- Główny lekarz klubowy: Gábor Milanovich
- Trener bramkarzy: Lukács Boros